# Anacropora spinosa
Espèce
Statut de conservation UICN

 EN A4ce : En danger
Statut CITES
Anacropora spinosa est une espèce de coraux appartenant à la famille des Acroporidae.